# خلية نباتية

هيكل خلية النبات

الخلايا النباتية هي خلايا حقيقية النوى تختلف في عدة جوانب رئيسية عن خلايا الكائنات الحية حقيقية النوى الأخرى. وتشمل خصائصها المميزة:
- فجوة عصارية مركزية كبيرة، وحدة تخزين مملوءة بالماء مُحاطة بغشاء يعرف باسم تونوبلاست[1][2] يحافظ على استقرار الخلية، ويتحكم في حركة الجزيئات بين العصارة الخلوية والنسغ، ويخزن مادةً مفيدةً ويساعد على هضم مخلفات البروتينيات والعضيات.
- جدار خلوي يتكون من سليولوز وهيميسيلولوز، بكتين وفي العديد من الحالات يُفرز الليغنين، عن طريق الجبلة المجردة على سطح الغشاء الخلوي الخارجي. ويتناقض هذا مع الجدران الخلوية لـ الفطريات (التي هي متكونة من الكيتين)، والبكتيريا، التي تتكون من ببتيدوجليكان.
- تُعرف مسارات الاتصال المتخصص من خلية إلى خلية باسم رابطات هيولية،[3] المسار في الجدار الخلوي الأولي الذي يكون عبر الغشاء الخلوي والشبكة الإندوبلازمية[4] للخلايا المتجاورة مستمرين.
- الصانعات الخلوية، أبرزها الصانعات اليخضورية، التي تحتوي على يخضور وهو عبارة عن صبغة ملونة خضراء تُستخدم لامتصاص أشعة الشمس ويستخدمه النبات لإنتاج غذائه في العملية التي تعرف باسم التمثيل الضوئي. وهناك أنواع أخرى من الصانعات الخلوية بانيات نشا، المتخصصة في تخزين النشا، بانيات زيتيات المتخصصة في تخزين الدهن، وبانيات اللون المتخصصة في توليف وتخزين الصبغات. كما هو الحال في المتقدرات، التي تملك ترميز مجين 37 جينًا،[5] ويوجد لدى الصانعات الخلوية مجينات خاصة بها من حوالي 100-120 جينا فريدًا[6] ومن المفترض، نشأت كبدائية النوى إندوسيمبيونتس (endosymbionts) التي تعيش في خلايا سلف حقيقية النوى الأولية لنباتات الأرض والطحالب.[7]
- يعد انقسام الخلية عن طريق بناء الجبلة الحاجزة كقالب لبناء صفيحة خلوية لاحقًا في الحرائك الخلوية ميزةٌ لنباتات الأرض ومجموعات قليلة من الطحالب، وأبرزها الطحالب الكارية[8] ورتبة ترينتيبوهليالس (Trentepohliales) الأخرى[9]
- يعد الحيوان المنوي في النباتات الطحلبية واللازهريات الوعائية مالكًا لـ السياط المشابهة لتلك الموجودة في الحيوانات،[10][11] لكن الأنواع الأعلى، (بما في ذلك عاريات البذور وكاسيات البذور) تفتقر إلى السياط والمريكز المريكزات [12] التي توجد في خلايا حيوانية.

## أنواع الخلايا
- تعد خلايا متن النبات خلايا حية لديها وظائف متنوعة تتراوح ما بين التخزين والدعم إلى التمثيل الضوئي وتحميل اللحاء (نقل الخلايا). وبصرف النظر عن نسيج الخشب واللحاء الموجود في حزمها الوعائية، تتكون الأوراق من خلايا النسيج البرانشيمي في النبات بصورة أساسية. وتكون بعض خلايا متن النبات، كما هو الحال في الطبقة الخارجية، مُخصصة لاختراق الضوء وتركيز أو تنظيم تبادل الغازات، ولكن هناك خلايا أخرى بين الخلايا الأقل تخصصًا في الأنسجة النباتية، ويظل الكثير شامل الوسع، ذات قدرة على الانقسام لإنتاج تجمعات جديدة من الخلايا غير المتمايزة، طوال حياتها. يوجد لدى خلايا متن النبات جدران رقيقة أولية، قابلة للاختراق تمكنها من نقل الجزيئات الصغيرة بينها، ويكون السيتوبلازم مسئولاً عن مجموعة واسعة من الوظائف الكيميائية الحيوية مثل الرحيق إفراز، أو تصنيع المنتجات الثانوية التي لا تُشجع العاشب. وتُسمى خلايا متن النباتات التي تحتوي على العديد من صانعات اليخضور وتختص في المقام الأول بالتمثيل الضوئي خلايا النسيج اليخضوري. وآخرون مثل أغلبية خلايا متن النبات في البطاطس درنات والبذور فلقات البقوليات، لها وظيفة تخزينية.
- خلايا النسيج الغروي - تعيش خلايا النسيج الغروي على النضج ولها جدار أولي واحد فقط. تنضج هذه الخلايا من مشتقات النسيج الإنشائي التي تمثل متن النبات في البداية، ولكن الاختلافات تصبح واضحة سريعًا. ولا تتطور البلاستيدات، وتنتشر الأجهزة الإفرازية (إي أر (ER) وجولجي (Golgi)) في الجدار الأولي الإضافي الإفرازي. ويكون الجدار هو الأكثر شيوعًا من حيث السمك في الزوايا، أينما تتصل ثلاث خلايا أو أكثر، ومن حيث النحافة أينما تتصل خليتان فقط، على الرغم من إمكانية وجود ترتيبات أخرى لسمك الجدار.[13]

يعد البكتين والهيميسيلولوز مقومات سائدة من جدران خلايا النسيج الغروي من ثنائية الفلقة ثنائيات البذور، التي قد تحتوي على كمية صغيرة تبلغ حوالي 20% من السليلوز في البيتازيتس. وعادةً ما تكون خلايا النسيج الغروي مستطيلة الشكل، وقد يتم تقسيمها بشكل مستعرض لإعطاء مظهر محوجز. ويكون دور نوع هذه الخلايا هو دعم النبات في المحاور حتى تنمو طولاً، وإضفاء مرونة وقوة شد على الأنسجة. يفتقر الجدار الأولي إلى اللجنين الذي من شأنه أن يجعل الجدار خشنًا وصلبًا، لذلك يوفر هذا النوع من الخلايا ما يمكن تسميته باسم الدعم البلاستيكي - الدعم الذي يمكنه حمل ساق صغيرة أو سويقات في الهواء، ولكن في الخلايا التي يمكن إمدادها مثل الخلايا التي توجد حولها في الطول. ويكون الدعم الممدد (دون عودة مفاجئة مرنة) طريقة جيدة لوصف ما يفعله النسيج الغروي. وتكون أجزاء من السلاسل في الكرفس أنسجة غروية.
- خلايا النسيج الداعم - تعد خلايا النسيج الداعم (من الإغريقية سكليروس، صلبة) خلايا صلبة وخشنة مع وظيفة الدعم الميكانيكي. وهذه الخلايا من نوعين شاملين - سكليريدس (sclereids) أو الخلايا الحجرية والألياف. تُطوِّر الخلايا جدار خلوي ثانوي واسع النطاق يوجد بالأسفل في داخل الجدار الخلوي الأولي. ويكون الجدار الثانوي مُشرّبًا بـ اللجنين، الذي يجعلها صلبة وغير منفذة للماء. ولذلك، لا يمكن لهذه الخلايا أن تعيش لفترة طويلة لأنها لا تستطيع تبادل مواد كافية للحفاظ على عملية التمثيل الغذائي نشطة. تكون خلايا النسيج الداعم تقليديًا ميتة في مرحلة النضج الوظيفي، ويُفقد السيتوبلازم، تاركًا تجويفًا مركزيًا فارغًا.

تتضمن وظائف الخلايا السكليريدية (الخلايا الصلبة التي تعطي الأوراق أو الفاكهة نسيجًا رمليًا) عاشبات غير مشجعة، عن طريق تدمير ممرات الجهاز الهضمي في مراحل يرقات الحشرات الصغيرة، والحماية المادية (يشكل النسيج الصلب من الخلايا السكليريدية الصلبة جدارًا حفريًا في الخوخ والعديد من الفواكه الأخرى). تتضمن وظائف الألياف توفير الدعم الحامل وقوة الشد للأوراق وسيقان النباتات العشبية. ولا تشارك الألياف الإسكلرنشيمية في التوصيل، سواء توصيل المياه أو المواد الغذائية (كما في النسيج الوعائي الخشبي) أو توصيل المركبات الكربونية (كما في النسيج الوعائي اللحائي)، ولكن من المرجح أن تكون قد تطورت في صورة تعديلات من مجموعات خلايا النسيج الوعائي الخشبي والنسيج الوعائي اللحائي في النباتات الأرضية الأولية.

## أنواع الأنسجة

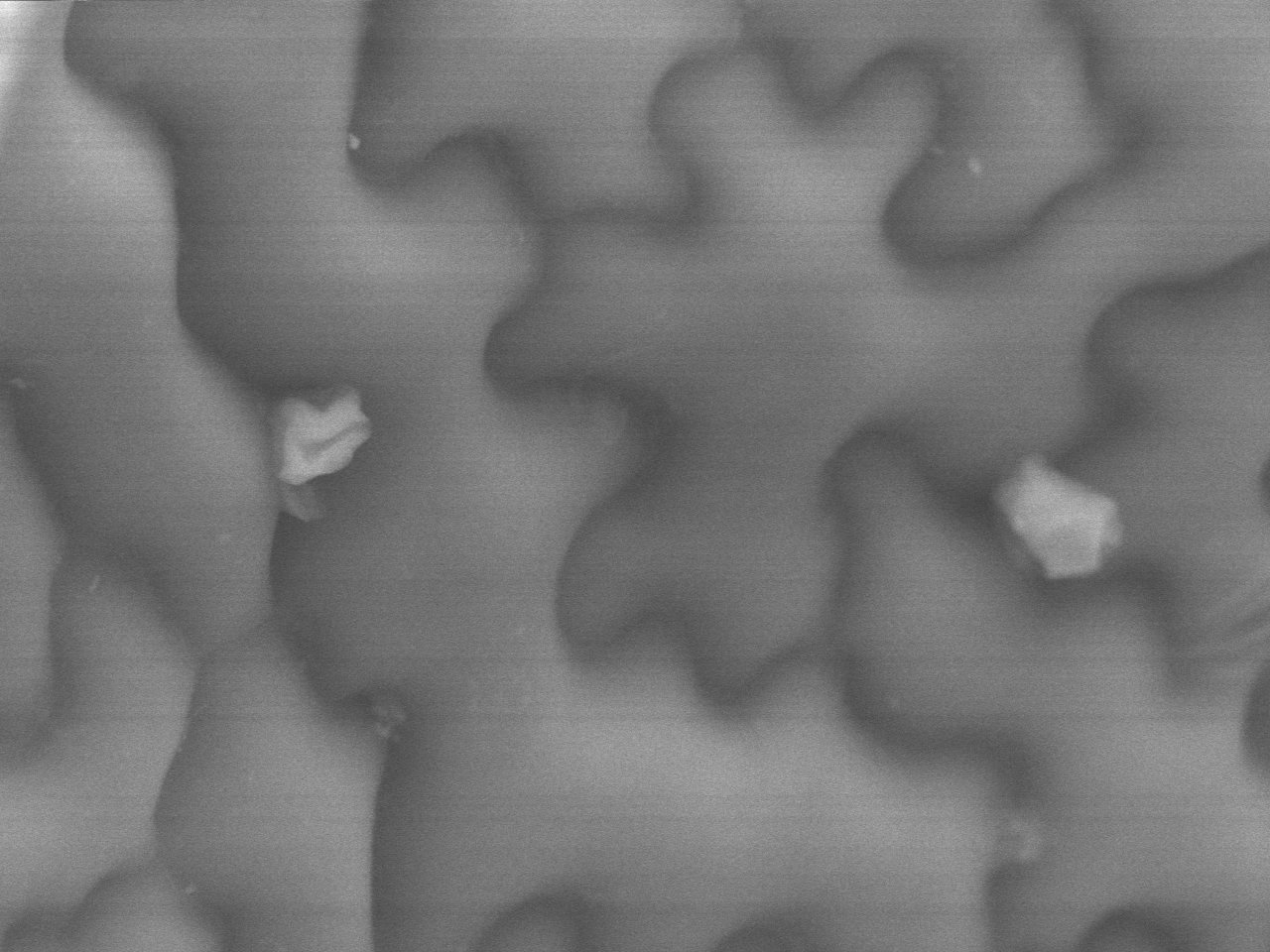
خلايا رشاد أذن الفأر الطبقة الخارجية

تختلف الطبقات الرئيسية من الخلايا عن الخلايا الإنشائية غير المتمايزة (مشابهة للخلايا الجذعية للحيوانات) لكي تُشكّل هياكل أنسجة الجذور والسيقان والأوراق والزهور والهياكل التكاثرية.
تكون خلايا النسيج الوعائي الخشبي  خلايا مطولةً مع وجود سماكة ثانوية متخشّبة لجدران الخلية. وتُخصص خلايا النسيج الوعائي الخشبي لتوصيل المياه، وظهرت أولاً في النباتات أثناء انتقالها إلى أرض في العصر السيلوري منذ أكثر من 425 مليون سنة مضت (انظر كوكسونيا (Cooksonia)). تُحدد حيازة النسيج الوعائي الخشبي النباتات الوعائية أو تراشيوفيت. وتوضَّح قصيبات النسيج الوعائي الخشبي، خلايا النسيج الوعائي الخشبي المطولة، الأبسط منها له جدران خلوية أولية مستمرة وسماكة جدار ثانوي متخشّب في شكل حلقات أو أطواق أو شبكات متداخلة. وتسمى القصيبات الأكثر تعقيدًا ذات الثقوب التي تشبه القصبات حفر محدودة وهي تُميّز عاريات البذور. يوجد لدى السراخس والنباتات اللازهرية الوعائية الأخرى وعاريات البذور فقط النسيج الوعائي الخشبي قصيبات، في حين أن كاسيات البذور لديها أيضًا أوعية النسيج الوعائي الخشبي. ويكون أعضاء الأوعية عبارة عن خلايا النسيج الوعائي الخشبي المجوف مصفوفة من النهاية للنهاية، دون جدران النهاية التي تُجمّع في أنابيب مستمرة طويلة. وتفتقر الطحلبيات إلى وجود خلايا النسيج الوعائي الخشبي الحقيقي، ولكن يوجد لدى نباتاتها البوغية نسيج توصيل المياه المعروف باسم الهيدروم (hydrome) الذي يتكون من خلايا مطولة بتكوين أبسط.
النسيج الوعائي اللحائي عبارة عن نسيج متخصص في توصيل الغذاء في النباتات العليا. يعد توصيل الغذاء عملية معقدة تتم في النبات بمساعدة خلية تسمى خلايا النسيج الوعائي اللحائي. وتوصّل هذه الخلايا سوائل خلوية داخلية وبينية (بروتينات - الغذاء وعناصر ضرورية أخرى يتطلبها النبات من أجل عملية التمثيل الغذائي الخاصة به) عبر عملية التناضح. وتسمى هذه الظاهرة صعود النسغ في النباتات. يتكون النسيج الوعائي اللحائي من نوعين من الخلايا، خلايا الأنابيب الغربالية والخلايا المرتبطة ارتباطًا وثيقًا خلايا تحميل. وتفتقر عناصر الأنابيب الغربالية إلى النواة والريبوسوم، وتكون عملية التمثيل الغذائي والوظائف منظمة عن طريق خلايا تحميل مجاورة ذات نوى. تكون الأنابيب الغربالية ملتحمة من النهاية للنهاية بصفائح نهائية مثقبة بين المعروفة باسم الصفيحة الغربالية الصفائح، التي تسمح بنقل التركيب الضوئي بين العناصر الغربالية. وتكون خلايا التحميل - المتصلة بالأنابيب الغربالية عن طريق رابطات هيولية - مسئولة عن تحميل النسيج الوعائي اللحائي مع السكريات. وتفتقر الطحلبيات إلى النسيج الوعائي اللحائي، ولكن يوجد لدى حزازيات النباتات البوغية أنسجة أبسط مع وظيفة مماثلة تُسمى اللبتوم (leptome).
تكون خلايا طبقية خارجية للنبات متخصصة في الخلايا البرانشيمية التي تغطي الأسطح الخارجية للأوراق والسيقان والجذور. وتنشأ الخلايا الطبقية الخارجية للأعضاء الهوائية من الطبقة السطحية للخلايا المعروفة باسم الغلالة (الطبقتان الأولى والثانية) التي تغطي القمة النامية، في حين أن القشرة والأنسجة الوعائية تنشأ من طبقة أعمق من القمة النامية المعروفة باسم كوربس (corpus) (الطبقة الثالثة). وتنبع الطبقة الخارجية للجذور من الطبقة الخلوية التي توجد أسفل غطاء الجذر مباشرةً.
تكون الطبقات الخارجية لجميع الأعضاء الهوائية - وليس للجذور - مُغطاة بـ قشرة متكونة من متعدد الإستر كوتين مع وجود طبقة سطحية شمعية. هناك اعتقاد بأن خلايا الطبقة الخارجية للخلفة الأولية تكون فقط خلايا نباتية ذات قدرة بيوكيميائية على توليف الكوتين. ومن المحتمل وجود أنواع خلوية عديدة في الطبقة الخارجية. وتعد الخلايا الحارسة الثغرية من أبرز هذه الخلايا، إلى جانب الخلايا الغديّة والشعور الثيابية أو ثريخوم، والشعور الجذرية للجذور الأولية. وفي الطبقة الخارجية الخلفة لمعظم النباتات، يوجد لدى الخلايا الحارسة فقط صانعات يخضور.

## العُضيات
- الغشاء النووي
- االفجوة العصارية
- الصانعات الخلوية
- الصانعات اليخضورية
- الجبيلة البيضاء
- بانيات اللون
- الأجهزة الجولجية
- الريبوسوم
- الشبكة الإندوبلازمية
- المتقدرات
- اليحلول
- الجبلة
- النواة
- الحمض النووي الريبوزي منقوص الأكسجين
- الصبغين
- الحمض الريبي النووي
- الهيكل الخلوي
- النوية

## اقرأ أيضا
- خلية حية
- خلية حيوانية